# Mount Fromme
Mount Fromme är ett berg i Kanada.   Det ligger i provinsen British Columbia, i den sydvästra delen av landet, 3 500 km väster om huvudstaden Ottawa. Toppen på Mount Fromme är 1 185 meter över havet.
Terrängen runt Mount Fromme är bergig norrut, men söderut är den kuperad.Runt Mount Fromme är det tätbefolkat, med 659 invånare per kvadratkilometer.. Närmaste större samhälle är Vancouver, 15,6 km söder om Mount Fromme. 
I omgivningarna runt Mount Fromme växer i huvudsak barrskog.